# Machcin
Machcin [pronunciación en polaco: /ˈmaxt͡ɕin/] es un pueblo ubicado en el distrito administrativo de Gmina Chynów, dentro del Condado de Grójec, Voivodato de Mazovia, en el este de Polonia central. Se encuentra aproximadamente a 5 kilómetros al este de Chynów, a 21 kilómetros al este de Grójec, y a 35 kilómetros al sur de Varsovia.